# Зарзар, Аза Семёновна
Аза Семеновна Зарзар (19 ноября 1926, Килия, Бессарабия — 15 июня 2015, Ташкент) — узбекский и советский учёный, медик, анестезиолог, реаниматолог, педагог, доктор медицинских наук, профессор (1974), заведующая кафедрой общей хирургии Ташкентского медицинского института и кафедрой анестезиологии и реаниматологии Ташкентского института усовершенствования врачей (1971—1992). Основоположница современной анестезиологии и реаниматологии в Узбекистане.

## Биография
Ее отец — Семен Ананьевич Зарзар, адвокат, дед — Ананий Семенович Зарзар, городской голова Килии. Мать — Ольга Диомидовна, урожд. Климовская, из семьи крупного землевладельца из Татарбунар. В семье было две дочери — Аза и Светлана.
После того, как Бессарабия была присоединена к СССР, дед Азы Семеновны, Диомид Климовский, ее отец и были репрессированы. В 1941 г., 15 июня, Ольга Диомидовна, Аза и Светлана были сосланы в Среднюю Азию. Судьба Диомида Климовского осталась неизвестной. Летом 1941 г. Семен Ананьевич Зарзар, отец Азы Семеновны, без суда и следствия был этапирован в Свердловскую область, где в 1943 г. после судебного разбирательства судебной комиссией «тройкой» был оправдан, но в связи с войной был освобождён без права выезда за пределы области. До 1947 г. работал егерем в лесничестве. В 1946 году была налажена переписка с родными, и как только было разрешено передвигаться по стране он приехал к жене и детям в Пахтаарал, где они жили к этому времени.
Племянница Валентина Ананьевича Зарзара, одного из организаторов Осоавиахима и Общества друзей воздушного флота СССР.
Окончив школу с золотой медалью, Аза Зарзар поступила в Ташкентский медицинский институт на санитарный факультет. Учёбу совмещала с работой медицинской сестры. После окончания ВУЗа в 1953 году прошла путь от участкового врача, хирурга-ординатора, заведующего клиническим отделением, аспиранта, ассистента до заведующего кафедрой хирургии. В 1964 году в Ташкенте защитила кандидатскую диссертацию под научным руководством профессора С. А. Масумова, а в 1969 году в институте хирургии им. А. В. Вишневского при научном консультировании профессора В. В. Виноградова защитила докторскую диссертацию.
В 1971 году по приглашению министра здравоохранения перешла в Ташкентский институт усовершенствования врачей, где реорганизовала курс анестезиологии и реаниматологии в кафедру и бессменно проработала её заведующей более 20 лет: с 1971 по 1992 годы.
С 1975 года в течение 15 лет была внештатным главным анестезиологом-реаниматологом министерства здравоохранения Узбекистана. Будучи главным специалистом, внесла большой вклад в организацию отделений анестезиологии-реаниматологии и способствовала развитию данной службы в Узбекистане, активно внедряла в работу лечебных учреждений современные и передовые для того времени методы обезболивания, после операционного ведения больных и активно занималась подготовкой специалистов для вновь организуемой службы.
С 1971 года — член правления Всесоюзного общества анестезиологов и реаниматологов СССР, с 1973 года была организатором и председателем общества анестезиологов и реаниматологов Узбекистана, входила в редакционную коллегию журнала «Анестезиология и Реаниматология».
Автор 110 печатных работ и 1 монографии.
Автор монографии «Отдалённые результаты хирургического лечения холециститов» (Ташкент: Медицина УзССР, 1967).
Похоронена в Ташкенте на Боткинском кладбище.
- Муж — Эркли Махмудович Ходиев (ум. в 1996 г.), сын узбекского советского поэта Бату (Махмуда Максудовича Ходиева). Окончил Ташкентский медицинский институт, аспирантуру в Институте хирургии имени А. В. Вишневского (научный руководитель — академик А. А. Вишневский). Доктор медицинских наук, профессор, до 1991 года — заведующий кафедрой госпитальной детской хирургии в Ташкентском педиатрическом институте, организатор многопрофильной детской хирургической клиники, внес большой вклад в развитие детской торакальной хирургии в Узбекистане.

Сыновья:
- Валентин Эрклиевич Ходиев (г.р.1952), врач-реаниматолог, кандидат медицинских наук. Жена — Пастумия Анваровна Шарипова, врач, кандидат медицинских наук.
  - Два внука, Санджар и Айбек.
- Алексей Эрклиевич Зарзар (г.р.1956), закончил романо-германский факультет Ташкентского университета, занимается переводами и веб-дизайном. Жена — Елена Александровна Зарзар (1966) окончила химический факультет Ташкентского политехнического института.

Внук — Иван
Внучка — Кристина.
Сестра, Светлана Семеновна Зарзар (25.2.1933 — 8.6.2021), кандидат медицинских наук, специалист по лечению костного туберкулёза.
Живут в Ташкенте.